# Pierre Soulé
Pierre Soulé, född 31 augusti 1801 i Castillon-en-Couserans, Ariège, död 26 mars 1870 i New Orleans, Louisiana, var en fransk-amerikansk diplomat och politiker (demokrat). Han representerade delstaten Louisiana i USA:s senat från januari till mars 1847 och på nytt 1849–1853. Han var en av medförfattarna till Ostendemanifestet år 1854 som förordade USA:s annektering av Kuba.
Soulé studerade juridik i Paris och arbetade sedan som advokat och som journalist. Han dömdes 1825 till ett fängelsestraff för att ha publicerat revolutionära artiklar. Han rymde från fängelset och flydde först till England, sedan till Haiti och till sist till USA där han arbetade som advokat i New Orleans.
Senator Alexander Barrow avled i december 1846 i ämbetet, och Soulé tillträdde som senator några veckor senare. Han satt i senaten de sista veckorna av Barrows mandatperiod och efterträddes av Solomon W. Downs. 1849 efterträdde Soulé Henry Johnson som senator, men avgick 1853 för att tillträda som chef för USA:s diplomatiska beskickning i Spanien. Ostendemanifestet kom till stånd 1854 efter överläggningar mellan tre amerikanska diplomater: James Buchanan, John Y. Mason och Soulé. Mötet i Oostende som gällde USA:s utsikter att förvärva ön Kuba skedde på initiativ av utrikesministern William L. Marcy. Soulé återvände 1855 till USA.
Soulé var emot sydstaternas utträde ur USA före amerikanska inbördeskriget men stödde Louisiana efter krigsutbrottet. Han blev tillfångatagen av nordstaternas armé men flydde till Bahamas efter att ha blivit villkorligt frigiven efter flera månaders fångenskap. Sedan kom han till Virginia för att hjälpa Amerikas konfedererade stater och flydde till Havanna efter krigsslutet. Han återvände sedermera till New Orleans där han dog.